# Airhead nr. 2
Airhead nr. 2 (Ballonhoofd nr. 2) is een muurschildering in Amsterdam-Oost. Het wordt ook wel Totem genoemd vanwege de afbeelding van een opeenstapeling van monstertjes (airheads), vergelijkbaar met een totempaal of een hoorntje bolletjesijs. Het werk is een vervolg op Airhead nr. 1 (later getransformeerd in Friends part 1), dat werd gezet aan het Spinozahof.
De muurschildering is in 2020 gezet op een gestuct vlak aangebracht op de gevel van Majubastraat 36 hoek Krugerplein. De kunstenaar in kwestie is Nouch (Nouchka Huijg), die binnen de murals een afwijkende stijl heeft. Haar meeste schilderingen zijn zwart/wit en bestaan uit vriendelijke monsters.
Airhead nr. 2 werd geplaatst met een bijdrage van Stadgenoot, de gemeente Amsterdam en het Amsterdams Fonds voor de Kunst. De gebruikte inkt heeft als bestandsdeel roetdeeltjes uit de lucht uit New Delhi, zogenaamde smoginkt; de achtergrond bestaat uit luchtfilterende verf. Nouch, dan voornamelijk gewend aan klein werk, was twee dagen bezig de schildering te zetten.